# 富春乡 (汉源县)
富春乡，是中华人民共和国四川省雅安市汉源县曾经下辖的一个乡。

## 行政区划
富春乡撤销前下辖以下地区：
黎家村、苟云村、富源村、楠木村和榨叶村。